# Robert Serra
Robert Serra, né le 16 janvier 1987 à Maracaibo et mort assassiné le 1er octobre 2014  à Caracas, est un avocat et un homme politique vénézuélien.

## Biographie
Diplômé de l'Université catholique Andrés Bello, il s'est spécialisé en criminologie.
Il s'engage très jeune dans la vie politique en devenant conseiller, puis président du conseil municipal des jeunes de Libertador. Il est ensuite nommé responsable de la jeunesse au Parti socialiste unifié du Venezuela (PSUV). Il se fait remarquer en 2007 en organisant des contre-manifestations aux manifestations antigouvernementales.
Il est élu député à l'Assemblée nationale du Venezuela pour le District capitale le 1er octobre 2010. La presse d'opposition le décrit comme proche des « collectifs bolivariens », organisations de quartiers composées de civils parfois armés, utilisées pour soutenir des projets sociaux ou appuyer la police dans la lutte contre la criminalité, et également mobilisées face aux vagues de manifestations anti-gouvernementales, début 2014. Il se montre à cette occasion l'un des défenseurs les plus ardents de Nicolás Maduro contre les manifestants qu'il accuse à plusieurs reprises d'avoir tenté de renverser le président par la force.
Le 1er octobre 2014, il est assassiné avec son épouse, à leur domicile de Libertador. Réagissant à ce meurtre le président Nicolás Maduro a accusé « les paramilitaires de l'ex-président colombien Álvaro Uribe ». Cependant, cette version est mise en doute par l'opposition pour qui il pourrait s'agir d'un simple vol ayant mal tourné ou d'un règlement de comptes entre chavistes. Serra était en étroite connexion avec José Odreman, un leader colectivos tué dans une fusillade avec la police peu après,,.
Le meurtrier présumé de Robert Serra est finalement identifié comme étant un paramilitaire colombien, et est capturé par la police colombienne en novembre 2014 à Carthagène des Indes puis extradé au Venezuela . En juin 2015, Julio Cesar Velez, ex-conseiller municipal de la ville colombienne de Cúcuta pour le Parti de la U (parti présidentiel) est arrêté au Venezuela et suspecté d’être l'instigateur du meurtre de Robert Serra. L'homme est également suspecté par la justice colombienne de l'assassinat de sa femme plusieurs années auparavant.